# Битва под Мяделем
Битва под Мяделем или Битва на озере Мядель (польск. Bitwa na jeziorze Miadzioł) — сражение Русско-польской войны 1654—1667, состоявшееся 8 февраля 1659 года, у города Мядель на берегах одноимённого озера.
Русская армия Новгородского разряда князя Ивана Хованского одержала победу над войсками Великого княжества Литовского под командованием мальтийского кавалера генерала Николая Юдицкого и полковника Владислава Воловича. Юдицкий отступил и заперся в Ляховичах.

## Предыстория
К концу 1658 крупные силы литовских войск расположилось в окрестностях Мяделя — в местности, ранее присягнувшей русскому царю. Под Мядель начали съезжаться шляхтичи Полоцкого и других воеводств, отозвавшиеся на призыв гетмана Сапеги о Посполитом рушении.
После заключения Валиесарского перемирия русская армия получила возможность освободить свои войска, воевавшие до этого со шведами. В январе в Литву выступает полк стольника князя Хованского.
Хованскому удалось собрать очень ограниченные силы. Основные силы полка разъехались по домам в силу того, что «зимовая служба была не сказана» им заранее. Зато оставшиеся в распоряжении князя войска были преданы своему полководцу. Дворяне считали, что шведы пошли на уступки в перемирии, «устрашась» их славного воеводы и «убоясь» их.
Вскоре князю сдались Браслав и Иказнь, а из Дисны на соединение подошли казаки и новокрещены Новгородского разряда, одержавшие под Дисной победу над полковником Воловичем.
Весть о вступлении в Литву Псковского полка заставила Юдицкого, выступившего с полком на Иказнь, вернуться под Мядель, а Волович выдвинулся из Глубокого на соединение с Юдицким. Несмотря на то, что шляхта начала дезертировать из войск Юдицкого и Воловича и отъезжать обратно «под Государеву высокую руку», литовские войска ещё располагали значительными силами, насчитывая около 6 тысяч человек.

## Битва

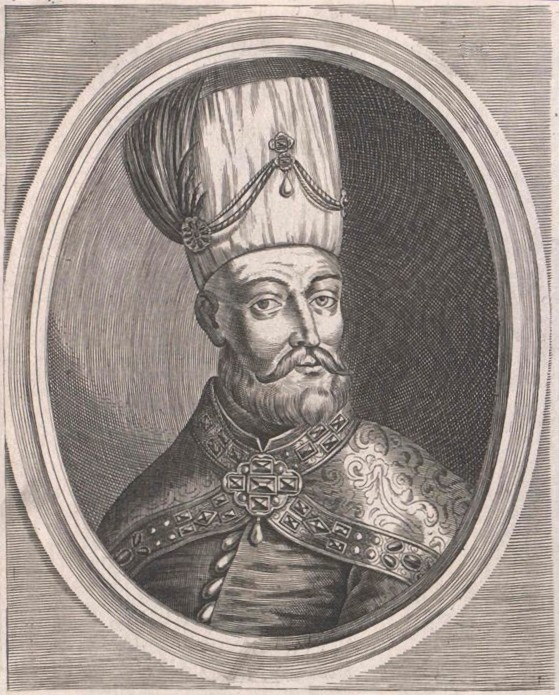
Боярин и воевода князь Иван Андреевич Хованский

Располагая ограниченными силами, Хованский составил многочисленный «ертаул» (до 1000 всадников), сконцентрировав в нём свои основные силы. 24 января 1659 года «Проведав великое собранье полских и литовских людей в Мядилове и на Глубоком, и вышед ис-под Бряслова, с первово стану», князь отправил ертаул в «посылку… для языков». Двигаясь по замерзшим озёрам и руслам рек Дрисвяты и Мяделки, русские войска, преодолев около 60 вёрст, на следующий день разгромили авангард литовской армии в местечке Поставы, захватив пленных и знамя. Воевода с остальными силами догнал их только через несколько дней, причем за 20 верст от села Хованский оставил задерживающую движение пехоту, приведя с собой не более тысячи всадников.
На рассвете 29 января 1659 года ертаульные сотни разбили литовское охранение в версте от Мяделя и «гнали и секли» его до самого города. Выйдя к городу, ертаул натолкнулся на основные силы литовской армии, которые «стояли в справе» на замерзшем озере. Начались «многие напуски» с обеих сторон, литовская кавалерия начала одолевать русские части.
В это время к месту сражения подходят остальные силы князя (до 1000 всадников). Увидев русские войска, те несколько хоругвей, «перед которыми неприятель уже хотел было отступать», едва сойдясь врукопашную, обратились в бегство. Встретив многочисленный ертаул, литовцы ожидали, что с князем придут гораздо более значительные силы и приближение «основных сил» вызвало панику. Эффект получился ошеломляющим: вся масса литовцев обратилась в такое безудержное бегство, что на следующий день остановилась только в Новогрудке. Русские войска преследовали их более 30 верст до деревни Куренец, «отгромили» весь обоз, «наряд» (артиллерию) и взяли более 200 пленных.

## Последствия
В результате этой победы русская армия овладела стратегической инициативой и установила контроль над большей частью Великого княжества Литовского. Русское командование начало планировать наступление на Варшаву. Князя Хованского вызвали в Москву, где 27 марта 1659 года на Вербное воскресенье за победу под Мяделем князь был пожалован в бояре с почётным титулом «наместника Вятского».
Один из участников битвы — дворянин Великого княжества Литовского Александр Дионисий Скоробогатый или Войшко-Скоробогатый (06.09.1639 — 20.08.1699) оставил после себя дневник, который был издан в Варшаве только в 2000 году.